# Dielettrico

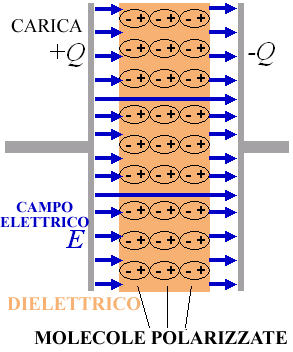
Condensatore riempito con isolante dielettrico: le cariche negative del materiale vengono spostate verso la piastra carica positivamente a sinistra. Così facendo si crea un campo elettrico orientato verso sinistra che annulla parzialmente quello creato dalle armature. (L'intervallo vuoto è mostrato per chiarezza; un condensatore reale è totalmente riempito dall'isolante)

Un dielettrico è un materiale che quando interessato da un campo elettrico esterno è sede di un campo elettrostatico che si oppone. Quando un dielettrico è soggetto a un campo elettrico allora le sue cariche si polarizzano, orientandosi e formando microscopici dipoli elettrici che generano all'interno del materiale un campo aggiuntivo opposto a quello esterno, manifestando una proprietà detta dielettricità.
Un dielettrico è sempre anche un isolante elettrico, ovvero un materiale incapace di condurre la corrente elettrica. I due termini, anche se intercambiabili dal punto di vista fisico, sono spesso usati per mettere in evidenza le due diverse caratteristiche del materiale a cui ci si riferisce: l'impossibilità di condurre la corrente elettrica e la capacità di polarizzarsi in opposizione al campo elettrico esterno.

## Calcolo della polarizzazione nei materiali
Nelle equazioni di Maxwell si tiene conto della presenza di tale campo interno attraverso la definizione del vettore di polarizzazione elettrica e del campo d'induzione elettrica. La polarizzazione di un materiale dielettrico è inoltre quantificata dalla permittività elettrica.
La maggior parte dei materiali isolanti può essere trattata come un dielettrico lineare omogeneo ed isotropo; questo significa che tra il dipolo indotto nel materiale ed il campo elettrico esterno sussiste una relazione lineare. Si tratta di un'approssimazione di largo utilizzo, ed in tal caso i campi {\displaystyle \mathbf {E} } e {\displaystyle \mathbf {D} } sono equivalenti a meno di un fattore di scala:
{\displaystyle \mathbf {D} \ =\ \varepsilon _{0}\mathbf {E} +\mathbf {P} \ =\ \varepsilon _{0}(1+\chi )\mathbf {E} \ =\ \varepsilon _{r}\varepsilon _{0}\mathbf {E} =\varepsilon \mathbf {E} }
Il numero {\displaystyle \varepsilon _{0}} è una costante detta permittività elettrica del vuoto che vale:
{\displaystyle \varepsilon _{0}={\frac {1}{{c}^{2}\mu _{0}}}\approx 8{,}8541878176\cdot 10^{-12}{\frac {F}{m}}}
dove {\displaystyle c} è la velocità della luce nel vuoto e {\displaystyle \mu _{0}} è la permeabilità magnetica nel vuoto.
Il numero {\displaystyle \varepsilon _{r}} (elemento di un tensore) è la permittività elettrica relativa, mentre {\displaystyle \chi } è la suscettività elettrica del mezzo, che è definita come la costante di proporzionalità tra il campo {\displaystyle \mathbf {E} } ed il conseguente vettore di polarizzazione {\displaystyle \mathbf {P} }.
Come conseguenza si ha:
{\displaystyle \mathbf {P} =(\varepsilon _{r}-1)\varepsilon _{0}\mathbf {E} =\varepsilon _{0}\chi \mathbf {E} }
La suscettività è quindi legata alla permittività relativa {\displaystyle \varepsilon _{r}} mediante la relazione:
{\displaystyle \chi \ =\varepsilon _{r}-1}
(che nel vuoto diventa {\displaystyle \chi \ =0}), ed è legata alla polarizzabilità delle singole particelle attraverso l'equazione di Clausius-Mossotti.
Nel dominio delle frequenze, per un mezzo lineare e indipendente dal tempo sussiste la relazione:
{\displaystyle \mathbf {D(\nu )} =\varepsilon (\nu )\mathbf {E} (\nu )}
dove {\displaystyle \nu } è la frequenza del campo. Il vettore di polarizzazione per un mezzo non lineare, né omogeneo, né isotropo, dipende a sua volta dal campo attraverso il tensore di polarizzazione.

### Dispersione e causalità
La polarizzazione di un materiale in risposta ad un campo elettrico non è istantanea, e pertanto la definizione più generale del vettore di polarizzazione come funzione dipendente dal tempo è la seguente:
{\displaystyle \mathbf {P} (t)=\varepsilon _{0}\int _{-\infty }^{t}\chi (t-t')\mathbf {E} (t')\,dt'}
In altri termini, la polarizzazione è la convoluzione del campo elettrico a tempi precedenti con la suscettività dipendente dal tempo {\displaystyle \chi (\Delta t)}. Il limite superiore di tale integrale può essere esteso all'infinito definendo:
{\displaystyle \chi (\Delta t)=0\qquad \Delta t<0}
Il principio di causalità viene pertanto rispettato, dal momento che la polarizzazione dipende dal campo soltanto a tempi precedenti, e questo fatto impone le relazioni di Kramers-Kronig per la funzione {\displaystyle \chi (0)}.
Una risposta istantanea corrisponde matematicamente alla delta di Dirac:
{\displaystyle \chi (\Delta t)=\chi \delta (\Delta t)}
In un sistema lineare è conveniente considerare la trasformata di Fourier e scrivere la precedente relazione nel dominio della frequenza, nel quale per il teorema di convoluzione il prodotto di convoluzione di due funzioni viene espresso con il prodotto semplice delle rispettive trasformate:
{\displaystyle \mathbf {P} (\omega )=\varepsilon _{0}\chi (\omega )\mathbf {E} (\omega )}
La dipendenza dalla frequenza della suscettività determina la dipendenza dalla frequenza della permittività, e l'andamento della suscettività rispetto alla frequenza caratterizza le proprietà dispersive del materiale.

## Applicazioni
La struttura atomica dei dielettrici rende la loro rigidità dielettrica relativamente elevata, e quindi è interessante il loro utilizzo nei condensatori. Infatti, sotto l'azione di un campo elettrico sufficientemente intenso, molti materiali normalmente isolanti possono andare incontro a ionizzazioni diventando temporaneamente conduttori, potendo anche andare incontro a rotture (una scarica improvvisa che può avvenire fra le armature del condensatore). Dato che l'energia dovuta al campo elettrico in un condensatore è {\displaystyle E=qV}, dove {\displaystyle q} è la carica considerata e {\displaystyle V} è la tensione fra le due armature, i condensatori con dielettrici, potendo operare in presenza di campi elettrici intensi, possono conseguentemente tollerare tensioni maggiori rispetto all'aria o al vuoto, migliorando le prestazioni del condensatore stesso.
Mettendo del dielettrico in un condensatore la capacità {\displaystyle C} di quest'ultimo viene aumentata di un fattore {\displaystyle \varepsilon _{r}}, che è la costante dielettrica relativa tipica del dielettrico considerato:
{\displaystyle C=\varepsilon _{r}\varepsilon _{0}{\frac {A}{d}}}
dove {\displaystyle \varepsilon _{0}} è la costante dielettrica del vuoto, {\displaystyle A} l'area delle armature e {\displaystyle d} la distanza fra le armature stesse. Questo succede perché il campo elettrico polarizza le molecole del dielettrico, producendo allineamenti di cariche a ridosso delle armature che creano un campo elettrico opposto (antiparallelo) a quello già presente nel condensatore.
Da un altro punto di vista si può dire che, con un dielettrico all'interno di un condensatore, all'aumentare del campo elettrico in esso aumenta la quantità di carica immagazzinatasi:
{\displaystyle C={\frac {q}{V}}}
Aumentando {\displaystyle C} e lasciando invariata {\displaystyle V}, {\displaystyle q} deve aumentare.